# Aleksandr Kułagin
Aleksandr Wiktorowicz Kułagin (ros. Александр Викторович Кулагин; ur. 29 czerwca 1954 w Kaliningradzie) – rosyjski wioślarz reprezentujący ZSRR, srebrny medalista olimpijski i czterokrotny medalista mistrzostw świata.

## Kariera
W 1971 zdobył złoty medal w ósemkach na mistrzostwach świata juniorów w Bledzie. Na rozgrywanych rok później mistrzostwach świata juniorów w Mediolanie w tej samej konkurencji zdobył brązowy medal.
Wystąpił na igrzyskach olimpijskich w Moskwie w 1980, gdzie osada ZSRR w składzie: Aleksiej Kamkin, Walerij Dolinin, Aleksandr Kułagin i Witalij Jelisiejew zdobyła srebrny medal. W finale o 3,64 sekundy przegrali z osadą NRD, a o 4,77 sekundy wyprzedzili Wielką Brytanię. Był to jego jedyny start olimpijski.
W tej samej konkurencji zdobył także złote medale na mistrzostwach świata w Amsterdamie (1977) i mistrzostwach świata w Monachium (1981) oraz srebrne na mistrzostwach świata w Lucernie (1982) i mistrzostwach świata w Duisburgu (1983).
Ukończył studia na Państwowym Uniwersytecie Wychowania Fizycznego, Sportu i Turystyki w Krasnodarze. Czterokrotnie zdobywał mistrzostwo ZSRR: w 1980, 1981 i 1982 zwyciężał w czwórkach bez sternika, a w 1977 był najlepszy w dwójkach bez sternika. Po zakończeniu kariery został trenerem wioślarstwa. Uhonorowany tytułami Zasłużonego Mistrza Sportu ZSRR i Zasłużonego Trenera ZSRR. Był wojskowym, osiągnął stopień podpułkownika.